# Warka (gemeente)
De gemeente Warka is een stad- en landgemeente in het Poolse woiwodschap Mazovië, in powiat Grójecki.
De zetel van de gemeente is in Warka.
Op 30 juni 2004 telde de gemeente 18 976 inwoners.

## Oppervlakte gegevens
In 2002 bedroeg de totale oppervlakte van gemeente Warka 201,14 km², waarvan:
- agrarisch gebied: 78%
- bossen: 12%

De gemeente beslaat 14,54% van de totale oppervlakte van de powiat.

## Demografie
Stand op 30 juni 2004:
| Omschrijving                   | Totaal | Totaal | Vrouwen | Vrouwen | Mannen | Mannen |
| ------------------------------ | ------ | ------ | ------- | ------- | ------ | ------ |
| eenheid                        | aantal | %      | aantal  | %       | aantal | %      |
| inwoners                       | 18 976 | 100    | 9648    | 50,8    | 9328   | 49,2   |
| bevolkingsdichtheid (inw./km²) | 94,3   | 94,3   | 48      | 48      | 46,4   | 46,4   |

In 2002 bedroeg het gemiddelde inkomen per inwoner 1411,8 zł.

## Administratieve plaatsen (sołectwo)
Bończa, Borowe, Branków, Brzezinki, Budy Michałowskie, Budy Opożdżewskie, Dębnowola, Gąski, Gośniewice, Grażyna, Grzegorzewice, Gucin, Hornigi, Kalina, Kazimierków, Klonowa Wola, Konary, Krześniaków, Laski, Lechanice, Magierowa Wola, Michalczew, Michałów Dolny, Michałów Górny, Michałów-Parcele, Murowanka, Niwy Ostrołęckie, Nowa Wieś, Nowe Biskupice, Opożdżew, Ostrołęka, Ostrówek, Palczew, Palczew-Parcela, Piaseczno, Pilica, Podgórzyce, Prusy, Przylot, Stara Warka, Stare Biskupice, Wichradz, Wola Palczewska, Wrociszew, Zastruże.

## Aangrenzende gemeenten
Białobrzegi, Chynów, Grabów nad Plilicą, Jasieniec, Magnuszew, Promna, Sobienie-Jeziory, Stromiec, Wilga